# بنجامين هوارد ببكر
بنجامين هوارد ببكر (بالإنجليزية: Benjamin Howard Baker)‏ (13 فبراير 1892 بليفربول في المملكة المتحدة - 10 سبتمبر 1987 في المملكة المتحدة) هو منافس ألعاب القوى ولاعب كرة قدم إنجليزي في مركز حراسة المرمى، شارك في الألعاب الأولمبية الصيفية 1920 والألعاب الأولمبية الصيفية 1912. وشارك مع منتخب إنجلترا لكرة القدم. أما مع النوادي، فقد لعب مع أولدهام أثلتيك وبريستون نورث إيند وبلاكبيرن روفرز وتشيلسي ونادي إيفرتون ونادي ليفربول وCorinthian F.C. ‏.

## وصلات خارجية
- بنجامين هوارد ببكر على موقع قاعدة بيانات كرة القدم.إي يو (الإنجليزية)
- بنجامين هوارد ببكر على موقع ناشيونال فوتبول تيمز (الإنجليزية)
- بنجامين هوارد ببكر على موقع اللجنة الأولمبية الدولية (الإنجليزية)
- بنجامين هوارد ببكر على موقع أوليمبيديا (الإنجليزية)
- بنجامين هوارد ببكر على موقع اللجنة الأولمبية البريطانية (الإنجليزية)